# خاندان رستم
خاندان رستم یا خاندان سام از مهم‌ترین خاندان‌های ایرانی در شاهنامه فردوسی است. این خاندان مرزبان سیستان هستند و در بسیاری از جنگ‌های ایران حضور دارند.

## خاندان سام در منابع

### شاهنامه
خاندان سام خاندانی سیستانی و یکی از مهم‌ترین خاندان‌های ایرانی در شاهنامه هست. این خاندان حکومت سیستان را دردست داشته و مرزبان سیستان بودند، آن جا که منطقه سیستان یکی از نقاط حساس و در معرض حملات اقوام مختلف قرار داشت و از دیرباز یکی از نقاطی بود که برای حفظ سرزمین ایران باید در آن جا تهاجم‌ها دفع می‌شد. برهمین اساس نبردهای بزرگ و سرنوشت ساز در کهن‌ترین دوران برای حفظ کشور در این منطقه اتفاق افتاده که بسیاری از آن‌ها با پیروزی ایران توسط خاندان سام و مردم سیستان به پایان رسیده است.

### گرشاسپ نامه
گرشاسب‌نامه داستان منظومی است که آن را اسدی طوسی پیش از شاهنامه (در سالهای ۴۵۶ تا ۴۵۸ هجری) نوشته و داستان خاندان رستم و مخصوصاً جد او گرشاسب است. گویا اسدی در نوشتن این اثر از یک متن منثور استفاده کرده و خود نیز چیزهایی بر آن افزوده است.
او در این کتاب تاریخ خاندان سام را چنین شرح داده می‌شود: جمشید پس از آنکه از ضحاک گریخت به سیستان رفت و به پادشاه آنجا که کورنگ نام داشت پناهنده شد دختر این پادشاه دلباخته او شد و از وی پسری به دنیا آورد که نامش را تور گذاشتند.
بعدها از این تور پسری به وجود آمد به نام شیدسپ و از او طورک و از او نیز شم و از شم، اثرط به وجود آمد. که این اثرط پدر گشتاسپ پهلوان بزرگ سیستان شد و موضوع گرشاسبنامه جنگها و سفرهای عجیب همین گرشاسپ به توران، هند، آفریقا و جزایر ناشناس دیگر است.
گرشاسپ پهلوان پسری به نام نریمان داشت و او پسری به نام سام پدر زال و جد رستم است.

### اوستا
در اوستا کشته شدن اژدهای سروور یا شاخدار به دست گرشاسب داستان بسیار مفصلی دارد. این اژدها زرد رنگ و زهردار بود و آدمیان و اسبها را می‌کشت و می‌خورد و گرشاسب توانست او را از پای درآورد. در شاهنامه کشتن یک چنین اژدهایی را سام پدر زال به خود نسبت می‌دهد و در نامه ای برای منوچهر آن را می‌نویسد.

### نوشته‌های پهلوی دینی
نخستین جایی که نام رستم در آن آمده کتابهای مذهبی پهلوی است و نخستین کار مهم او در این روایات نجات کاووس از بند زندان هاماوران و بیرون راندن افراسیاب از ایران است. در پهلوی نام او رُستَخم یا رتسهم است.
از زال نیز تنها به عنوان پدر رستم نام برده می‌شود.

## تبارنامه
|  |  |  |  |  |  |  |  |  |  | گرشاسپ |  |  |  |  |  |  |  |  |  |  |  |  |  |  |  |
|  |  |  |  |  |  |  |  |  |  |        |  |  |  |  |  |  |  |  |  |  |  |  |  |  |  |
|  |  |  |  |  |  |  |  |  |  | نریمان |  |  |  |  |  |  |  |  |  |  |  |  |  |  |  |
|  |  |  |  |  |  |  |  |  |  |        |  |  |  |  |  |  |  |  |  |  |  |  |  |  |  |
|  |  |  |  |  |  |  |  |  |  | سام    |  |  |  |  |  |  |  |  |  |  |  |  |  |  |  |
|  |  |  |  |  |  |  |  |  |  |        |  |  |  |  |  |  |  |  |  |  |  |  |  |  |  |
|  |  |  |  |  |  |  |  |  |  | زال    |  |  |  |  |  |  |  |  |  |  |  |  |  |  |  |
|  |  |  |  |  |  |  |  |  |  |        |  |  |  |  |  |  |  |  |  |  |  |  |  |  |  |
|  |  |  |  |  |  |  |  |  |  | رستم   |  |  |  |  |  |  |  |  |  |  |  |  |  |  |  |
|  |  |  |  |  |  |  |  |  |  |        |  |  |  |  |  |  |  |  |  |  |  |  |  |  |  |
|  |  |  |  |  |  |  |  |  |  | فرامرز |  |  |  |  |  |  |  |  |  |  |  |  |  |  |  |